# صهبا بنت ربیعه
صهبا بنت ربیعه یکی از همسران علی بن ابی طالب است که به عنوان کنیز در منزل علی زندگانی می کرد. تمام منابع در کنیز بودن وی اجماع دارند. در خصوص زمان و چگونگی اسارت وی اختلاف هایی وجود دارد. کنیه او را ام حبیب گزارش کرده اند. ولادت او را سال ۳ ه.ق گزارش کرده اند و تا پس از سال ۶۱ ه.ق نیز از زنده بودن وی یاد شده است. بنابر نقلی وی به سال ۱۲ ه.ق با علی بن ابی طالب ازدواج کرده است.

## تبار
تبار او را ربیعه بن بجیر بن عبد بن علقمه بن حرث بن عتبه بن سعد گزارش کرده‌اند که از تیره بنی تغلب بوده است. در منابع آمده است که این زن از قبیله «سبی» بود که خالد بن ولید در عین التمر بر آنها حمله برده و ایشان را به اسیری گرفته بود.

## فرزندان
از او برای علی بن ابی طالب، ۲ فرزند به نام های عمر و رقیه گزارش کرده اند و بنابر گزارش‌ها این دو فرزند دو قلو بوده اند.